# مكتبة ولاية بامبرغ
مكتبة الدولة في بامبرغ هي مكتبة علمية في مدينة بامبرغ في ولاية بافاريا، ألمانيا. باعتبارها مكتبة إقليمية، فهي مسؤولة عن توفير الأدب لمدينة بامبرغ والمنطقة المحيطة بها، وهي مفتوحة لجميع المهتمين لأغراض علمية وخاصة.
تحتوي مكتبة الدولة في بامبرغ على حوالي 1000 مخطوطة من العصور الوسطى، التي تعود معظمها إلى هاينريش الثاني. كما تشمل الموضوعات الرئيسية أعمال إ.ت.أ. هوفمان.